# Jacopo Guberni
Jacopo Guberni (Venezia, ... – dopo il 1578) è stato un ingegnere italiano.
Attivo come proto dei Lidi al servizio della Serenissima Repubblica di Venezia e strettissimo collaboratore del Magistrato alle Acque dal quale fu creato all'inizio della sua carriera vice proto per elezione, fu tra i periti chiamati ad esprimere il loro parere circa la ristrutturazione del Palazzo Ducale di Venezia dopo l'incendio del 1577. 